# 푸치니 초급과정
《푸치니 초급과정》(영어: Puccini for Beginners)은 미국에서 제작된 마리아 머젠티 감독의 2006년 로맨틱 코미디 영화이다. 엘리자베스 리서, 그레천 몰, 저스틴 커크 등이 출연하였고, 게리 위닉 등이 제작에 참여하였다.
이 영화는 2006년 제22회 선댄스 영화제에서 최초로 상영되었으며, 2007년 7월 3일 미국에서 DVD로 출시되었다.

## 줄거리
서맨사와 깨진 레즈비언 작가 얼래그라는 파티에서 필립을 만나고, 남자임에도 불구하고 필립과 연결된 느낌을 받는다. 곧 얼래그라는 필립의 전 여자친구인 그레이스와 알게 되고, 필립과 그레이스가 옛 연인 관계라는 걸 모르는 상태에서 두 사람을 동시에 만나기 시작한다.  

## 출연
- 엘리자베스 리서 - 얼레그라 역
- 그레천 몰 - 그레이스 역
- 저스틴 커크 - 필립 역
- 줄리앤 니컬슨 - 서맨사 역
- 티나 벵코 - 넬 역
- 브라이언 레처 - 제프 역

## 기타 제작진
- 라인 제작: 버건 스완슨
- 미술: 얼리타 셰이퍼